# Dol indéterminé
Pour les articles homonymes, voir Dol.
Le dol indéterminé est l'une des trois formes du dol en droit pénal français avec le dol général et le dol éventuel. Il est le degré d'intention criminel, inclus dans le dol spécial.
Il concerne l'auteur d'une infraction qui a pris, au moment des faits, le risque de la commettre sans pour autant être en mesure de prédire son résultat. 
Il s'agit par exemple d'un individu qui donne un coup de poing à une personne malade du cerveau (tout en ignorant que la personne a cette maladie) et qui la tue : l'auteur de l'infraction aura alors voulu l'acte, indépendamment de son résultat.